# Hodoedocus bunyensis
Hodoedocus bunyensis är en insektsart som beskrevs av Evans 1966. Hodoedocus bunyensis ingår i släktet Hodoedocus och familjen dvärgstritar. Inga underarter finns listade i Catalogue of Life.